# Phobia (Band)
Phobia ist eine 1990 gegründete amerikanische Grindcore-Band aus Orange County.

## Geschichte
Gegründet wurde Phobia 1990 von Sänger, Bassist und Gitarrist Shane MacLachlan. Die Historie der Band ist seit Gründung von zahlreichen Besetzungswechseln gekennzeichnet. Das erste Studioalbum Return to Desolation erschien 1994 bei Relapse Records, in den folgenden Jahren erschienen bislang insgesamt sieben Studioalben, das letzte mit dem Titel Remnants of Filth im Jahr 2012 bei Willowtip Records. Daneben veröffentlichte Phobia zahlreiche Singles, Splits und EPs. Phobia absolvierte in der Bandgeschichte Live-Auftritte mit Bands wie Chaos UK und Napalm Death und trat auf Genrefestivals wie dem Obscene Extreme auf.

## Stil
Die Band spielt klassischen Grindcore im Stile von Bands wie Repulsion, Terrorizer und Napalm Death. Zu den Haupteinflüssen von Phobia zählen neben den Grindcore-Bands der 1980er Jahre der Hardcore Punk englischer und schwedischer Prägung.
Die Texte der zumeist nur wenig mehr als eine Minute langen Stücke haben politisch linke Inhalte.

## Diskografie

### Alben und EPs
- 1992: All that Remains (Single, Relapse Records)
- 1994: Return to Desolation (Relapse Records)
- 1996: Enslaved (EP, Slap A Ham Records)
- 1998: Means of Existence (Slap A Ham Records)
- 1999: Destroying the Masses (EP, Pessimiser Records)
- 2001: Serenity Through Pains (Deathvomit/Deep Six)
- 2004: Grind Your Fucking Head In (Deep Six)
- 2004: Get Up and Kill! (EP, Deep Six)
- 2006: Cruel (Willowtip Records)
- 2008: 22 Random Acts of Violence (Willowtip Records)
- 2010: Loud Proud and Grind as Fuck (Livealbum, Deep Six)
- 2010: Unrelenting (EP, Relapse Records)
- 2012: Remnants of Filth (Willowtip Records)

### Split-Veröffentlichungen
- 1994: Untitled mit Plutocracy (Misanthropic Records)
- 1999: Untitled mit Corrupted (Deaf American Recordings)
- 2002: Untitled mit Resist and Exist (Profane Existence)
- 2004: Another Four Fears of Murder mit Skrupel (Regurgitated Semen Records)
- 2010: Untitled mit Gadget (Power It Up)
- 2010: Fearing the Dissolve of Humanity mit Extinction of Mankind (Agipunk)
- 2011: Untitled mit Abaddon Incarnate (Underground Movement)
- 2012: Untitled mit Suffering Mind (Behind the Mountain)